# 民都鲁县

民都鲁县地图

民都鲁县（英語： 馬來語：）是砂拉越民都鲁省的一个县，总面积1,990.88平方公里，人口约16.7万（2010年数据），县城是民都鲁镇。
民都鲁县北面濒临南中国海，南面是下辖的实包勿副县面濒临南中国海。

## 人口分布
民都鲁县多数的人口都聚集在民都鲁镇上，有一部分居住在县里的郊区。华人，马来人及马兰诺族大多都集中在县城里。而伊班族与乌鲁人（Orang Ulu）则较分布较广，都分散居住在县城与郊区。民都鲁县里也有一群县里人口较少的少数民族：哥達央族（Kedayan）居住在雅劳（Nyalau）一带。该区是在民都鲁省与美里省的边界，离民都鲁镇约有100公里。